# Винзьё
Винзьё (фр. и окс. Vinzieux) — коммуна во Франции, находится в регионе Рона — Альпы. Департамент коммуны — Ардеш. Входит в состав кантона Серьер. Округ коммуны — Турнон-сюр-Рон.
Код INSEE коммуны — 07344.
Коммуна расположена приблизительно в 440 км к юго-востоку от Парижа, в 50 км южнее Лиона, в 70 км к северу от Прива.

## Население
Население коммуны на 2008 год составляло 368 человек.
| 1962 | 1968 | 1975 | 1982 | 1990 | 1999 | 2008 |
| ---- | ---- | ---- | ---- | ---- | ---- | ---- |
| 149  | 163  | 179  | 181  | 233  | 262  | 368  |

## Экономика
Основу экономики составляет сельское хозяйство:
- фрукты (яблоки, вишни, персики и т. п.)
- зерновые культуры.

В 2007 году среди 242 человек в трудоспособном возрасте (15—64 лет) 182 были экономически активными, 60 — неактивными (показатель активности — 75,2 %, в 1999 году было 69,4 %). Из 182 активных работали 173 человека (91 мужчина и 82 женщины), безработных было 9 (4 мужчины и 5 женщин). Среди 60 неактивных 15 человек были учениками или студентами, 28 — пенсионерами, 17 были неактивными по другим причинам.